# 에어필 익스프레스
에어필 익스프레스(영어: Airphil Express)는 필리핀의 저비용 항공사이다. 본사는 필리핀 파사이에 위치해 있으며 필리핀 항공의 자회사에 해당된다. 이전 명칭은 에어 필리핀(영어: Air Philippines)이었다.

## 역사
1995년 2월 13일에 설립해 1996년부터 최초로 취항했으며 1997년 보잉 737-200을 추가로 도입했다. 1998년에 60만명을 돌파 했으며 1999년에 최초로 국제선이 취항되면서 홍콩, 중화민국, 대한민국, 일본에 취항했다. 2001년 3월에 두 대의 보잉 737-300을 도입했다. 2002년에 탑승 승객이 80만명을 돌파 했으며 2004년 7월에 최초로 광저우에 전세기 국제선을 취항했다. 2008년 7월 니노이 아키노 국제공항으로 이전 했으며 2009년 8월에 같은 필리핀의 저비용 항공사인 PAL 익스프레스이 운항이 중단되었고 2010년에 합병 후 현재의 사명으로 변경 했으나 2013년 3월에 다시 PAL 익스프레스로 사명이 변경되었다.

## 사진

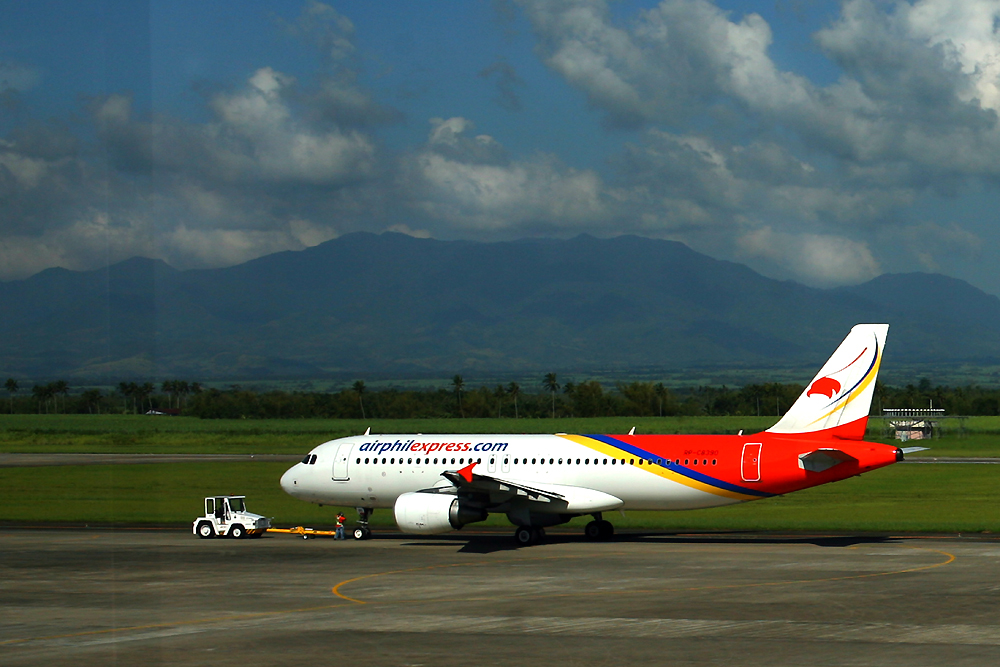
에어필 익스프레스 소속 에어버스 A320-200 항공기
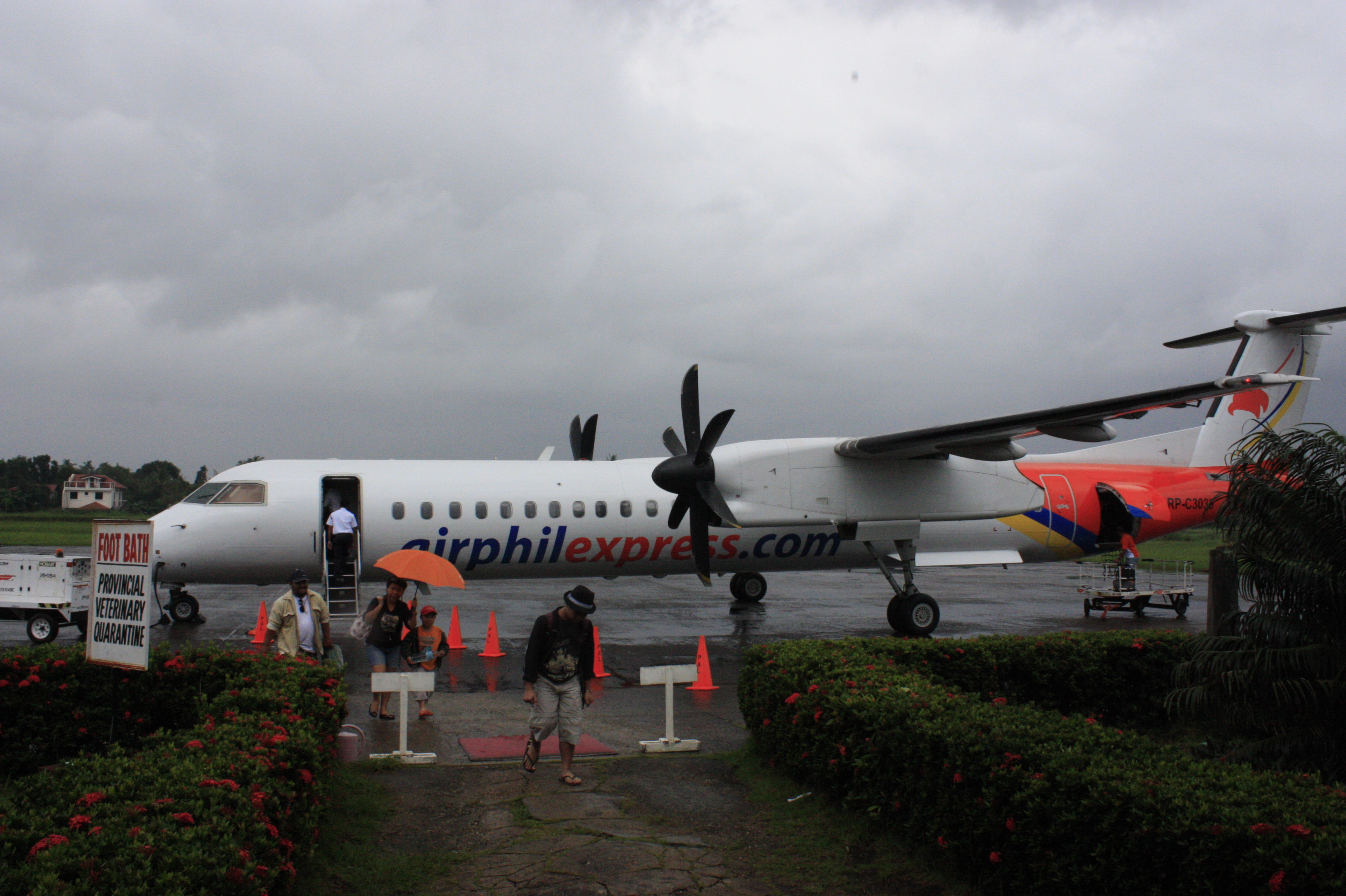
에어필 익스프레스 소속 봄바디어 대쉬 8 Q400 항공기
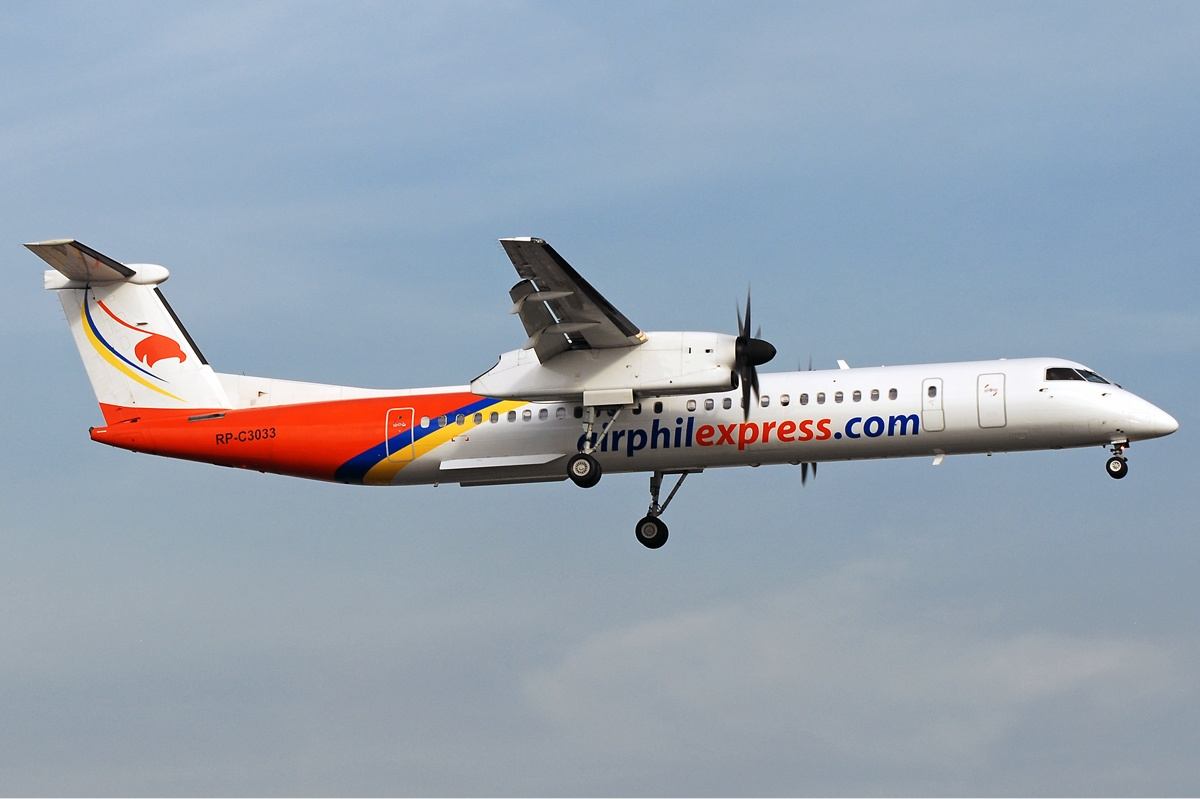
에어필 익스프레스 소속 봄바디어 대쉬 8 Q400 항공기